# Georges de Scudéry
Georges de Scudéry, (ur. 22 sierpnia 1601 w Hawrze, zm. 14 maja 1667 w Paryżu) – francuski pisarz.
Brat Madeleine de Scudéry, z którą napisał dużo powieści sygnowanych jedynie jego nazwiskiem. Wybrał karierę wojskową, jednakże rzucił ją w 1630 poświęcając się pisaniu.
Przez długi czas korzystał z protekcji kardynała Richelieu.
Po usunięciu kardynała Richelieu wybrał neutralność względem kardynała Mazarin, 
który nominował go komendantem fortu Notre-Dame-de-la-Garde w Marsylii (1644-1647). 
Za wspieranie Kondeusza podczas frondy został wygnany do Normandii i zamieszkał w Rouen, gdzie poślubił Marie-Madeleine 
de Martinvast (1631-1712).
W 1650 został członkiem Akademii Francuskiej.

## Powieści napisane wspólnie z siostrą
- Ibrahim ou l'Illustre Bassa (1642)
- Artamene ou le Grand Cyrus (10 tomów, 1649-1653)
- Clélie (1654-1660)
- Almahida (8 tomów, 1660-1663)

## Sztuki teatralne
- Lydamon et Lydias (1631)
- Le Trompeur puni (1633)
- La Comédie des comédiens (1634)
- Le Vassal généreux (1635)
- Le Prince déguisé (1635)
- L'Amour tyrannique (1638)
- Ibrahim ou l'Illustre Bassa (1642)